# Ignacy Szynglarski
Ignacy Szynglarski (ur. 1786, zm. 1835) – polski ksiądz, eks-pijar, kapelan w korpusie gen. Józefa Dwernickiego, członek Towarzystwa Patriotycznego, uczestnik powstania listopadowego.

## Życiorys
Proboszcz parafii w Bolimowie. W pierwszych tygodniach powstania listopadowego sprawował funkcje kapelana Gwardii Narodowej. Następnie wraz z księdzem, Aleksandrem Pułaskim, planował zamach na życie kanonika Pawła Straszyńskiego. Powodem była odmowa złożenia przez niego przysięgi wierności powstańczemu Rządowi Narodowemu. Poinformowany o niebezpieczeństwie Straszyński ukrywał się do końca powstania. Szynglarski jako kapelan w korpusie gen. Józefa Dwernickiego został przez niego wyróżniony po bitwie pod Markuszowem. Przed wyprawą na Wołyń Szynglarski poświęcił pałasz gen. Dwernickiego i innych wojskowych obok grobu i prochów Jana Zamojskiego. Jego nazwisko znalazło się wśród osób oskarżonych o inspirowanie ludu do rzezi w czasie tzw. rebelii sierpniowej. Po upadku powstania wyemigrował z kraju.